# 江差駅
江差駅（えさしえき）は、かつて北海道檜山郡江差町字陣屋町（じんやちょう）231番地にあった、北海道旅客鉄道（JR北海道）江差線の駅（廃駅）である。電報略号はエシ。事務管理コードは▲141417。
江差線の部分廃線に伴い、2014年（平成26年）5月12日に廃駅となった。なお、1988年（昭和63年）2月1日のJR松前線の廃止後は、道内最西端の有人駅であったが、廃止に伴いその座を八雲駅に譲った。

## 歴史

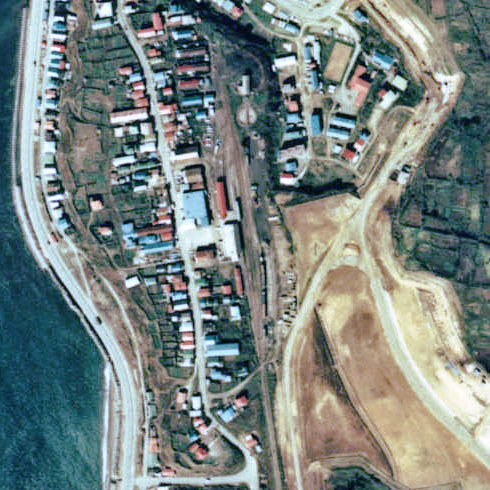
1976年の江差駅と周囲約500 m範囲。下が木古内、函館方面。駅舎前の短い単式ホームのみ。駅舎横の北側に切り欠き状の貨物ホームを有している。複数の留置線と駅裏の北側に転車台の残る小さな機関車庫を持つ。駅裏の南側には小さなストックヤードと引込線を有し、数両の貨車が留置されている。瀬棚線（廃線）の瀬棚駅同様に、当駅も港や中心地から1 km程南側に離れた立地条件が良いとは言えない位置にある。

- 1936年（昭和11年）11月10日：官設鉄道江差線[3]の湯ノ岱駅 - 当駅間開通に伴い[3][新聞 3]、一般駅として開業[1][4]。
- 1949年（昭和24年）6月1日：日本国有鉄道法施行に伴い、公共企業体日本国有鉄道（国鉄）に移管。
- 1960年（昭和35年）10月1日：準急「えさし」運行開始[3][5]。
- 1975年（昭和50年）12月11日：駅舎を木造から鉄筋コンクリート造に改築[6]。
- 1980年（昭和55年）10月1日：急行「えさし」の廃止[5]に伴い、優等列車の停車がなくなる。
- 1982年（昭和57年）11月15日：貨物扱いを廃止[3]。
- 1985年（昭和60年）3月14日：荷物扱いを廃止[6]。
- 1987年（昭和62年）4月1日：国鉄分割民営化に伴い、北海道旅客鉄道（JR北海道）に承継。
- 1988年（昭和63年）2月：江差線の湯ノ岱駅 - 当駅間をスタフ閉塞化。
- 1990年（平成2年）9月1日：江差線の木古内駅 - 当駅間でワンマン運転を開始[7]。
- 1999年（平成11年）12月 - 2003年（平成15年）3月：江差線の湯ノ岱駅 - 当駅間において、COMBAT（バリス式列車検知形閉塞装置）の試験を実施。
- 2012年（平成24年）9月3日：江差線の木古内駅 - 当駅間を2014年（平成26年）度初頭までに廃止することを、木古内町・上ノ国町・江差町に正式に伝達した旨を、JR北海道が正式に発表[報道 1]。
- 2013年（平成25年）4月26日：JR北海道が木古内駅 - 江差駅間の廃止届を国土交通省に提出[報道 2]。
- 2014年（平成26年）5月12日：江差線の木古内駅 - 当駅間の廃止に伴い廃駅[新聞 1][新聞 2]。

## 駅構造
国鉄時代は貨物側線が多く存在し、急行「えさし」も発着していたが、晩年は単式1面1線ホームの地上駅だった。
木古内ブロック所属の社員配置駅（管理駅）であった。江差線神明駅 - 上ノ国駅間を管理していた。窓口営業時間外は駅員不在のため、夜間連絡先は木古内駅となっていた（湯ノ岱駅を除く）。
駅舎にはみどりの窓口があった。自動券売機が設置されていたが撤去された。トイレもあったが、営業時間外は施錠されていた。
改札業務は、開業当初を含めてしばらくの期間は入出場別の改札を行い（先の駅舎写真右側部分に出場用改札口の名残がある）、のちにみどりの窓口横に専用窓（後の写真「待合室・窓口」の改札口左側部分）を設けて改札を行っていたが、晩年に全列車がワンマン運転の車内精算となってからは、主に木古内駅・五稜郭駅・函館駅で特急に乗り継ぐための特急券を含めた乗車券購入により、みどりの窓口において乗車日当日の発券時点で改札業務をする以外は行われなくなった。その関係で、晩年においては列車の乗降は無人駅と同じ扱いとなっていた。また、冬期は除雪車を運用する関係で当駅で滞泊せず、湯ノ岱駅まで回送し滞泊していた。

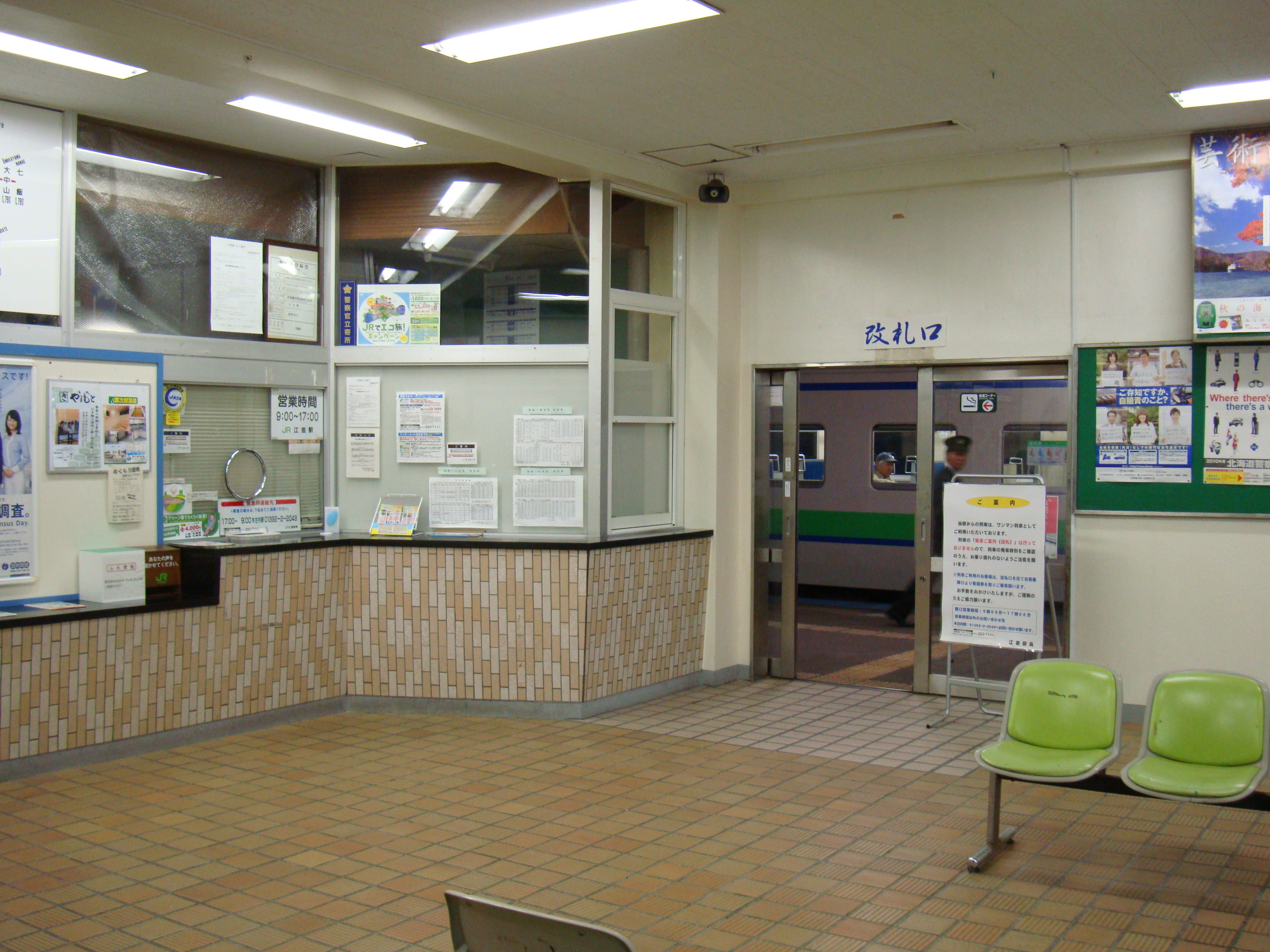
待合室・窓口（2010年9月）
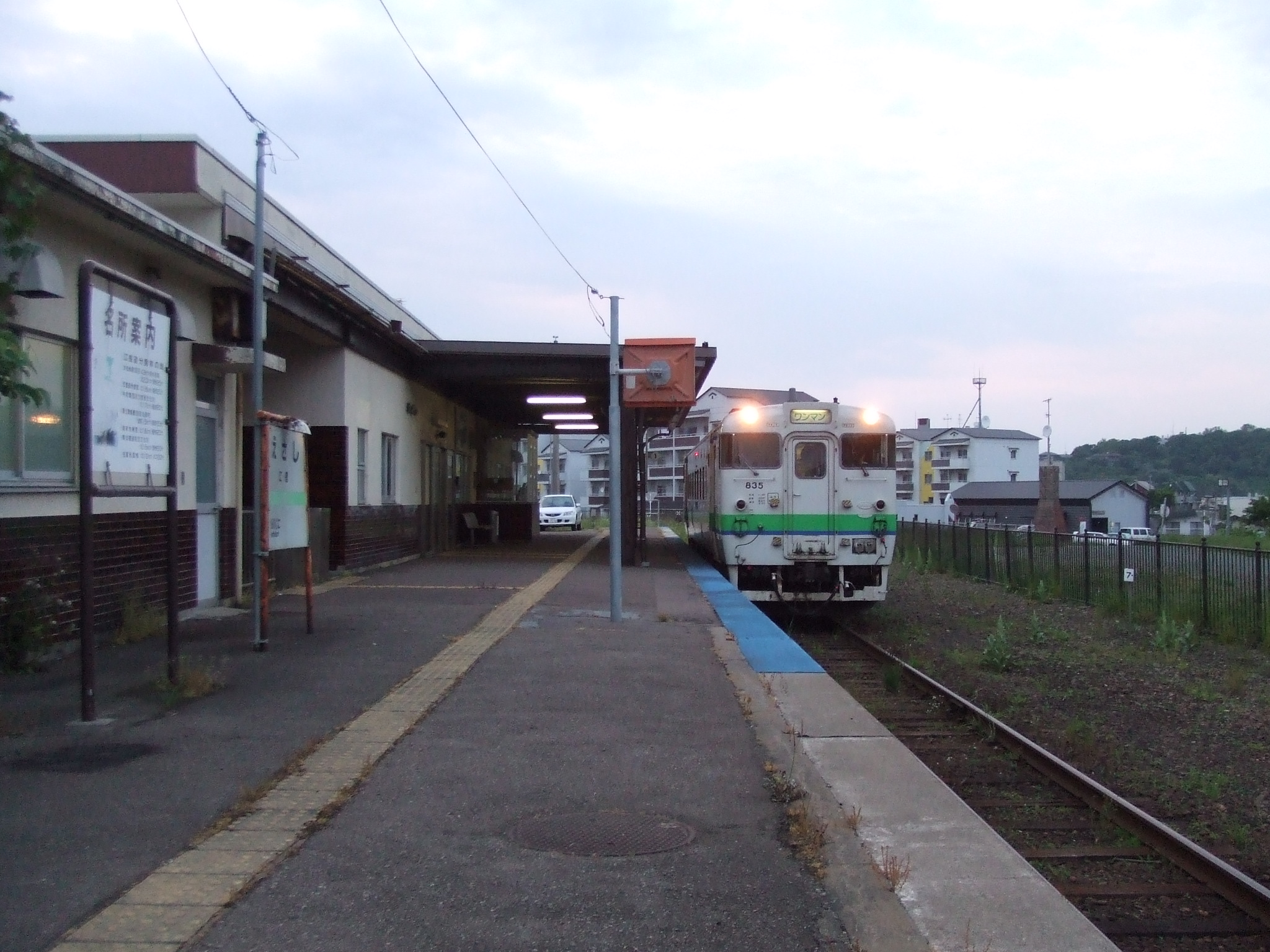
ホーム（2007年6月）
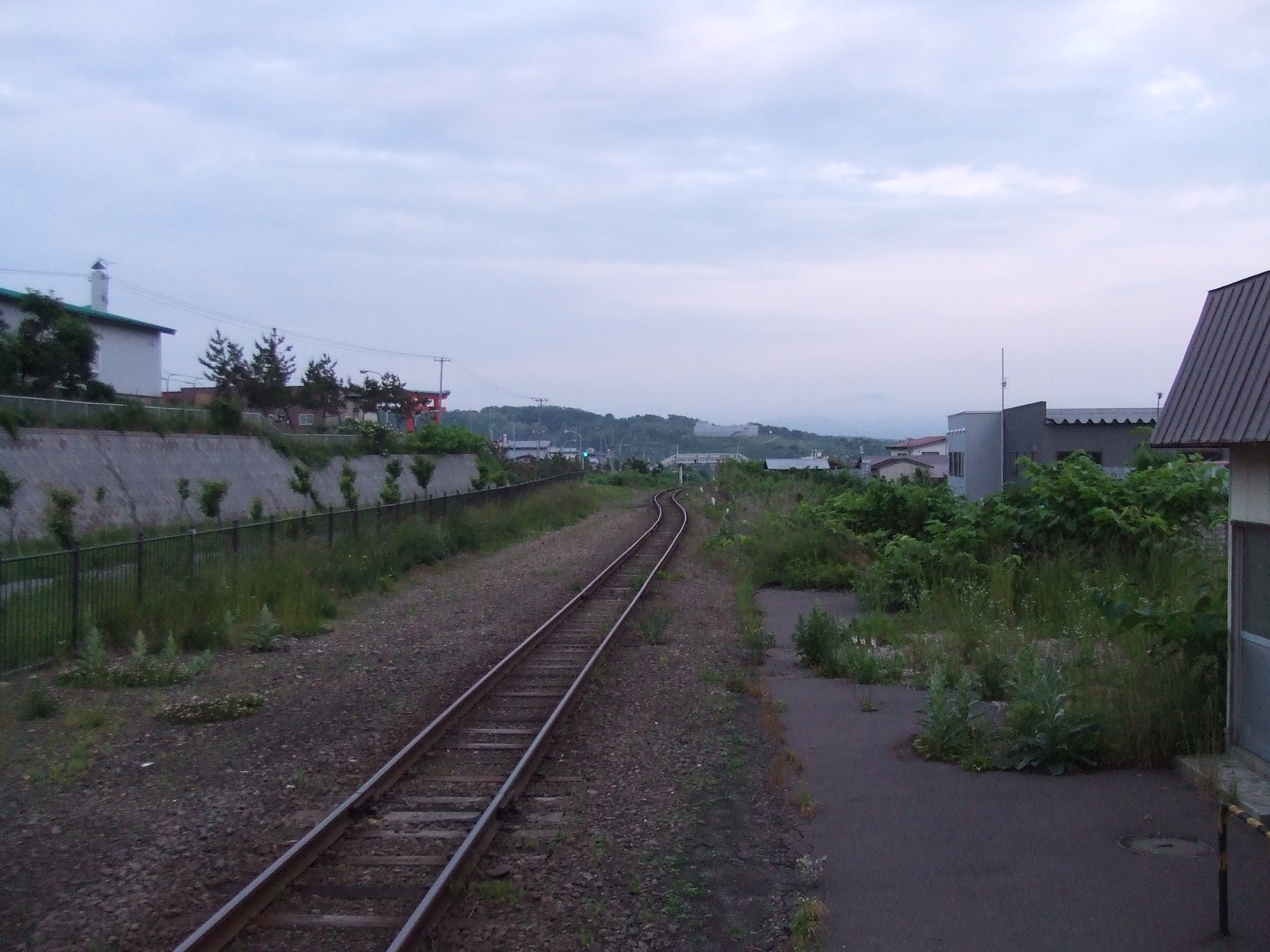
駅構内から函館方面を望む（2007年6月）
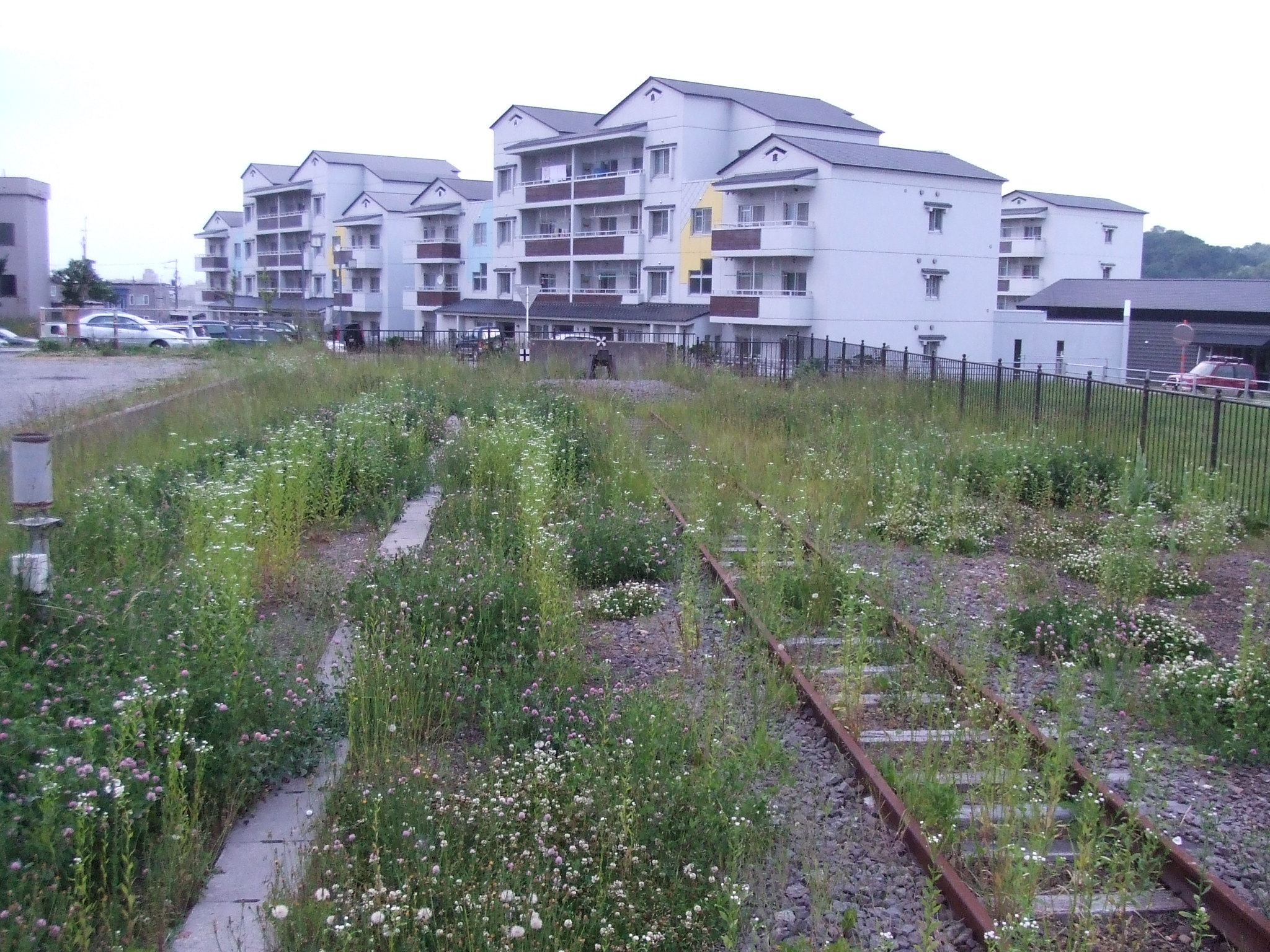
車止め（2007年6月）
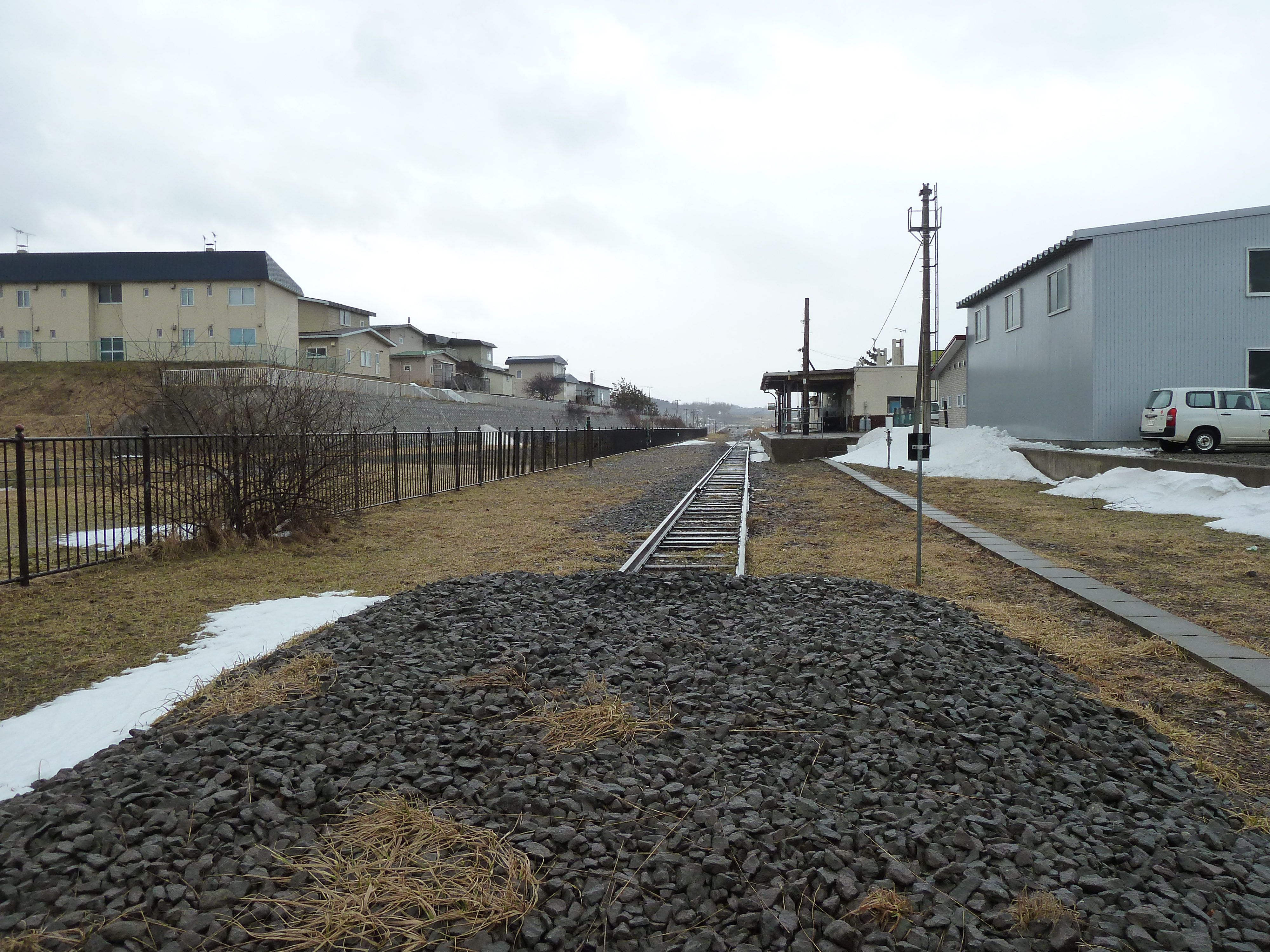
車止めから駅構内を望む（2013年3月）
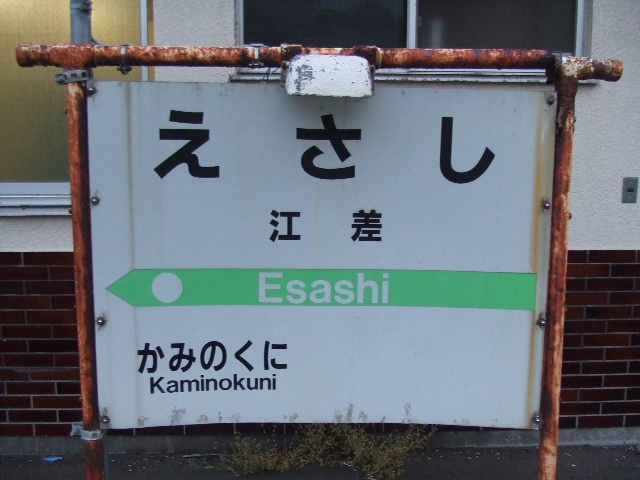
駅名標（2007年6月）

## 利用状況
| 乗車人員推移         | 乗車人員推移     |
| 年度                 | 一日平均乗車人員 |
| -------------------- | ---------------- |
| 2009年（平成21年）度 | 40               |
| 2011年（平成23年）度 | 29               |
| 2012年（平成24年）度 | 33               |
| 2013年（平成25年）度 | 70               |

## 駅周辺
日本海からほど近い丘の上にあり、町の中心地までは徒歩で15 - 20分ほどかかる位置にあった。
- 姥神大神宮（鎌倉時代以前創建の渡島国一宮。北海道最古の祭が行われる。徒歩20分）
- 国道227号・国道228号
- 北海道道215号江差停車場線
- 檜山振興局庁舎
- 江差町役場
- 江差警察署
- 江差郵便局
- 江差茂尻郵便局
- 江差南浜簡易郵便局
- 道南うみ街信用金庫本店(旧・江差信用金庫本店)
- 北洋銀行江差支店
- ひやま漁業協同組合江差支所
- 江差町立南が丘小学校
- 江差町立江差中学校
- 開陽丸（復元船、徒歩15分）
- 江差港 - 奥尻島へのフェリーが就航する。
- 鴎島
- エビス浜
- 旧中村家住宅などの商家の町並み

## 路線バス
現役時代は駅前に函館バス「江差駅前」停留所があり、熊石・大成方面等への路線が発着していた。駅廃止後に停留所名は「陣屋団地」と改称されている。
2014年（平成26年）5月12日から、前日をもって運行を終了したJR江差線の代替バスとして、函館バスが「江差木古内線」を運行しているが、旧駅前には乗り入れていない。

## 駅跡
江差線廃止後しばらくは駅舎やレールが残されていたが、廃駅から2年半が経過した2016年（平成28年）11月14日から12月中旬にかけて駅舎は解体され、江差町内に敷設されている3.7 km分のレールも2017年（平成29年）1月までに撤去された。
跡地周辺では、江差町が町営住宅3棟（23戸）が建設され、町営住宅の建て替えや若者向け住宅の建設が行われた。また、2017年度には駅舎跡を示すモニュメントが整備され、その後駅名標を再現した案内表示板と木柱モニュメントのほか、実際に江差駅構内で使用されていたレール・枕木・バラスト・車止めを用いた記念施設として完成した。

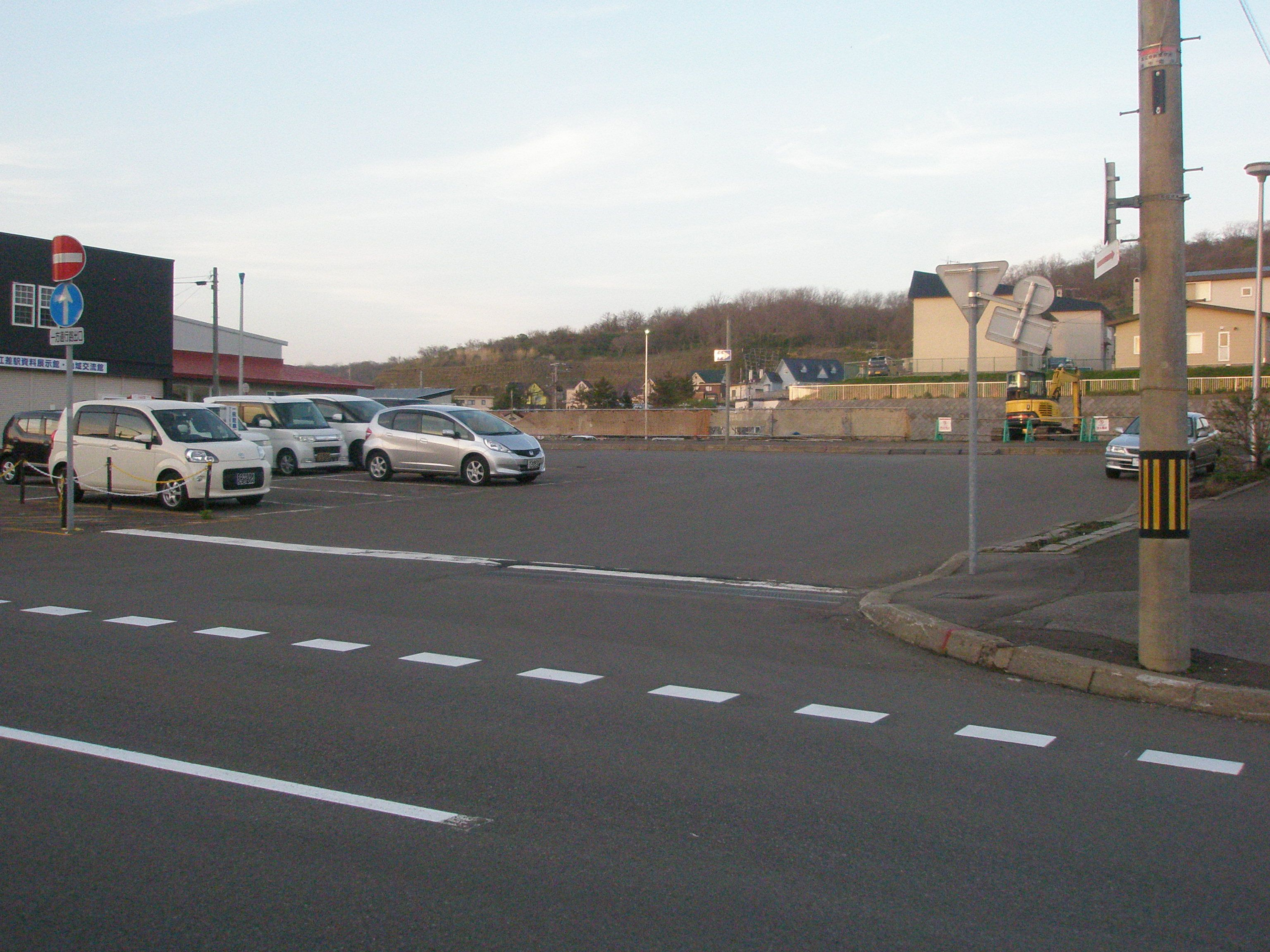
駅舎解体後の旧駅前（2018年5月）
旧江差駅前広場（2019年5月撮影）北海道道215号江差停車場線・起点→終点方向にかけてパノラマ撮影。駅跡地は江差町道・町営住宅・記念モニュメントとなっている。
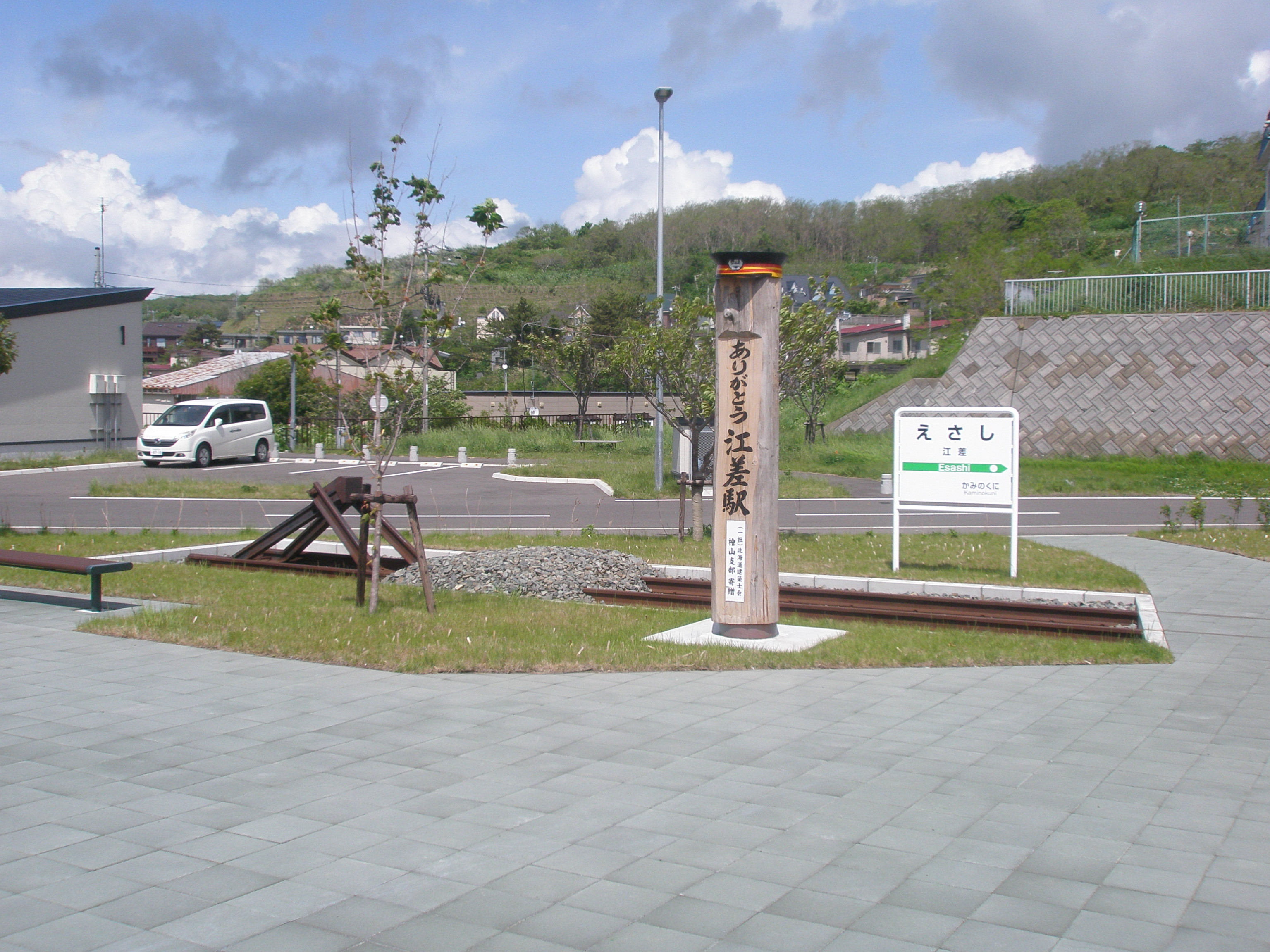
江差駅跡に設けられたモニュメント（2019年5月撮影）再現された駅名標は裏面に説明が書かれている
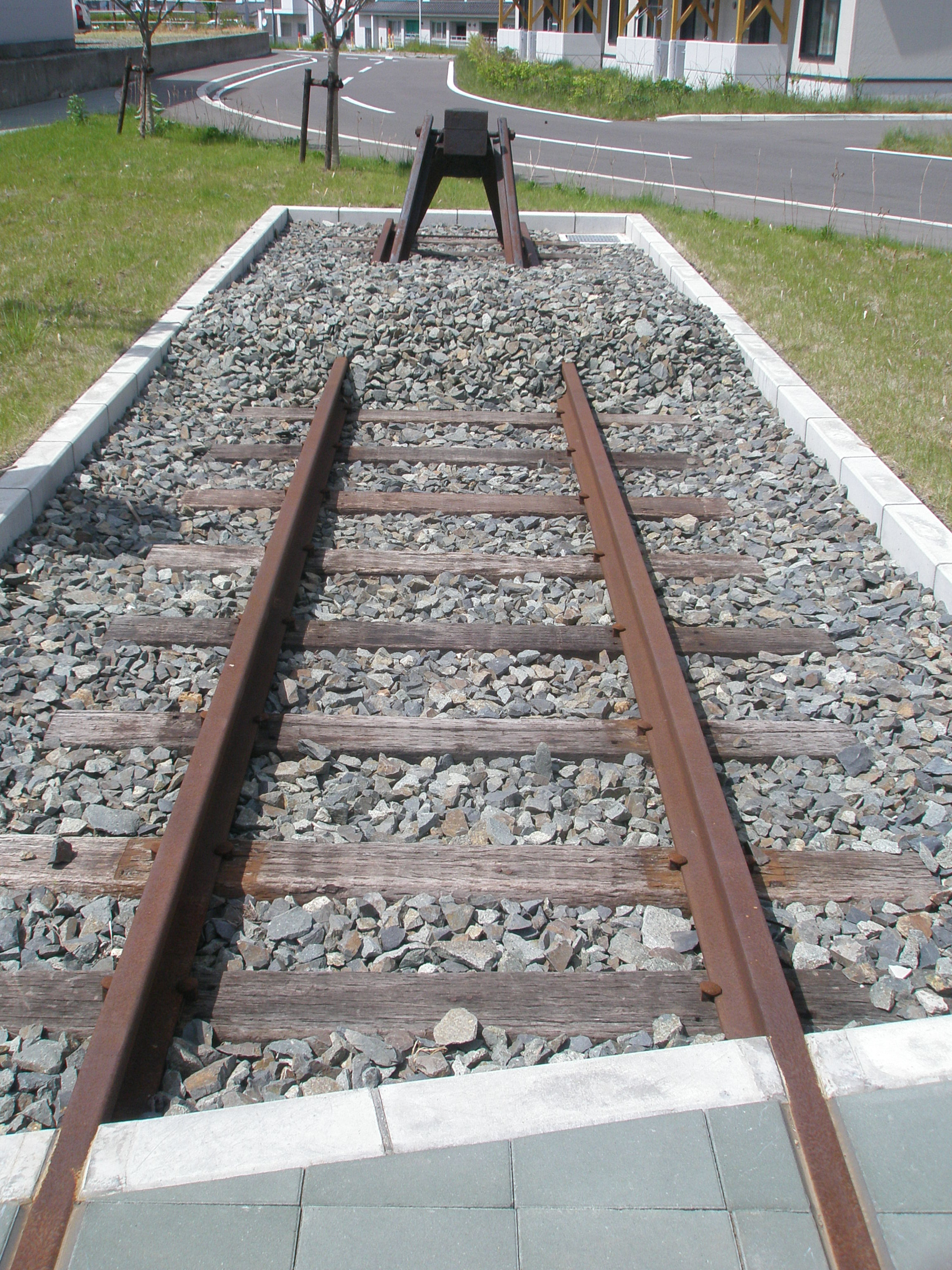
江差駅跡モニュメントのレール・枕木・バラスト・車止め（2019年5月撮影）江差駅構内で実際に使われていた物を使用

駅で使用していた看板や備品などのゆかりの品は、江差町郷土資料館（旧檜山爾志郡役所）に展示されているほか、旧駅前の店舗跡建物を改装した「旧江差駅資料展示館・地域交流館」が開設され、そこにも展示されている。旧江差駅資料展示館・地域交流館はほかにも江差町内の鉄道写真家・辻晴穂撮影による江差線運行当時の特大写真パネルも展示されている。施設は展示物見学以外にも、施設前に在する「陣屋団地」バス停留所の待合場所としても利用可能で、その目的も兼ねて、当時の駅で使われていたベンチも設置されている。「旧江差駅資料展示館・地域交流館」は2021年7月末限りで閉館。同館の所蔵品約40点は江差町郷土資料館に移管された。同年8月13日から江差町郷土資料館に展示されている。

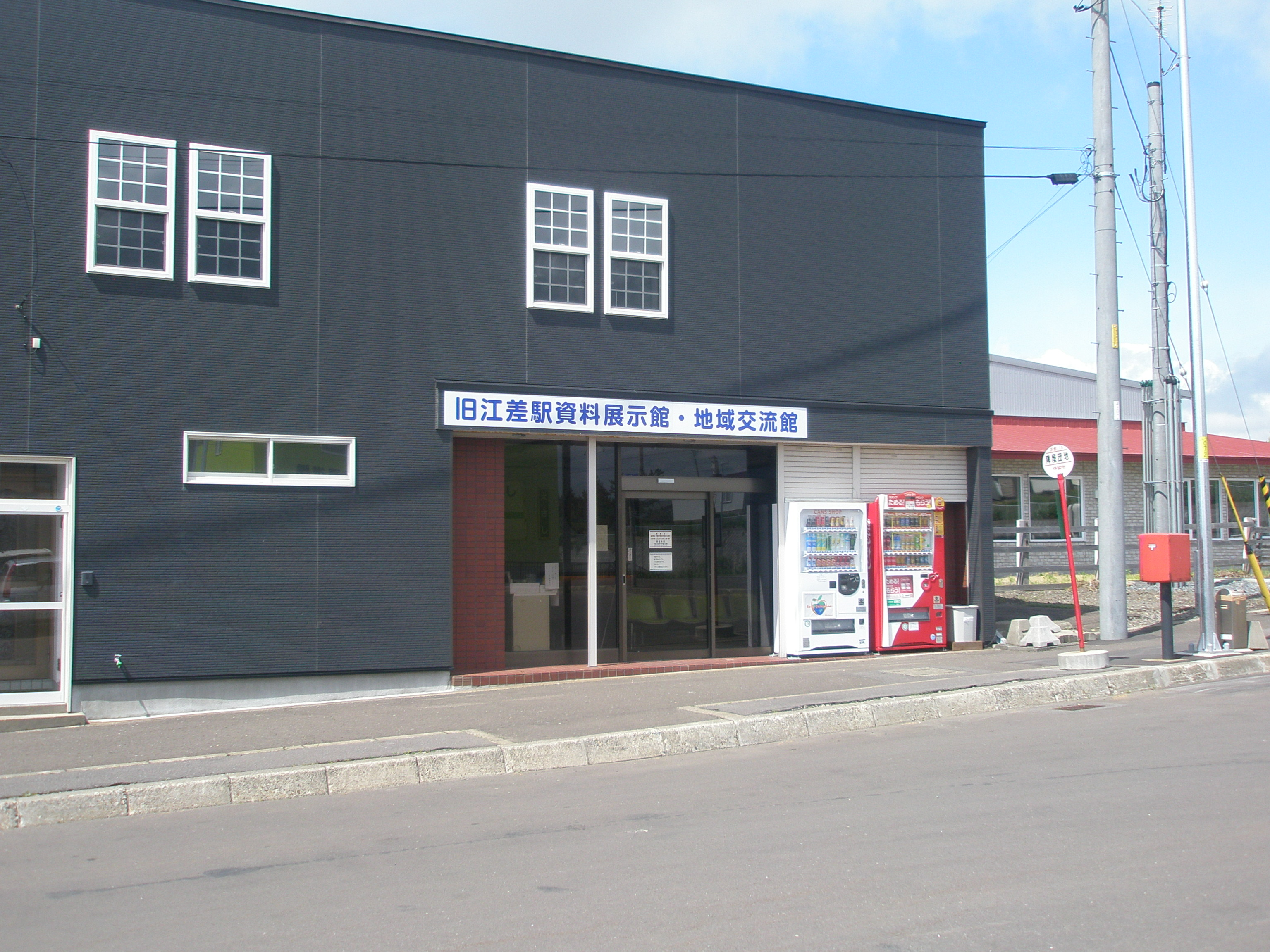
旧江差駅資料展示館・地域交流館（2019年5月撮影）函館バス「陣屋団地」の待合所としても利用出来る
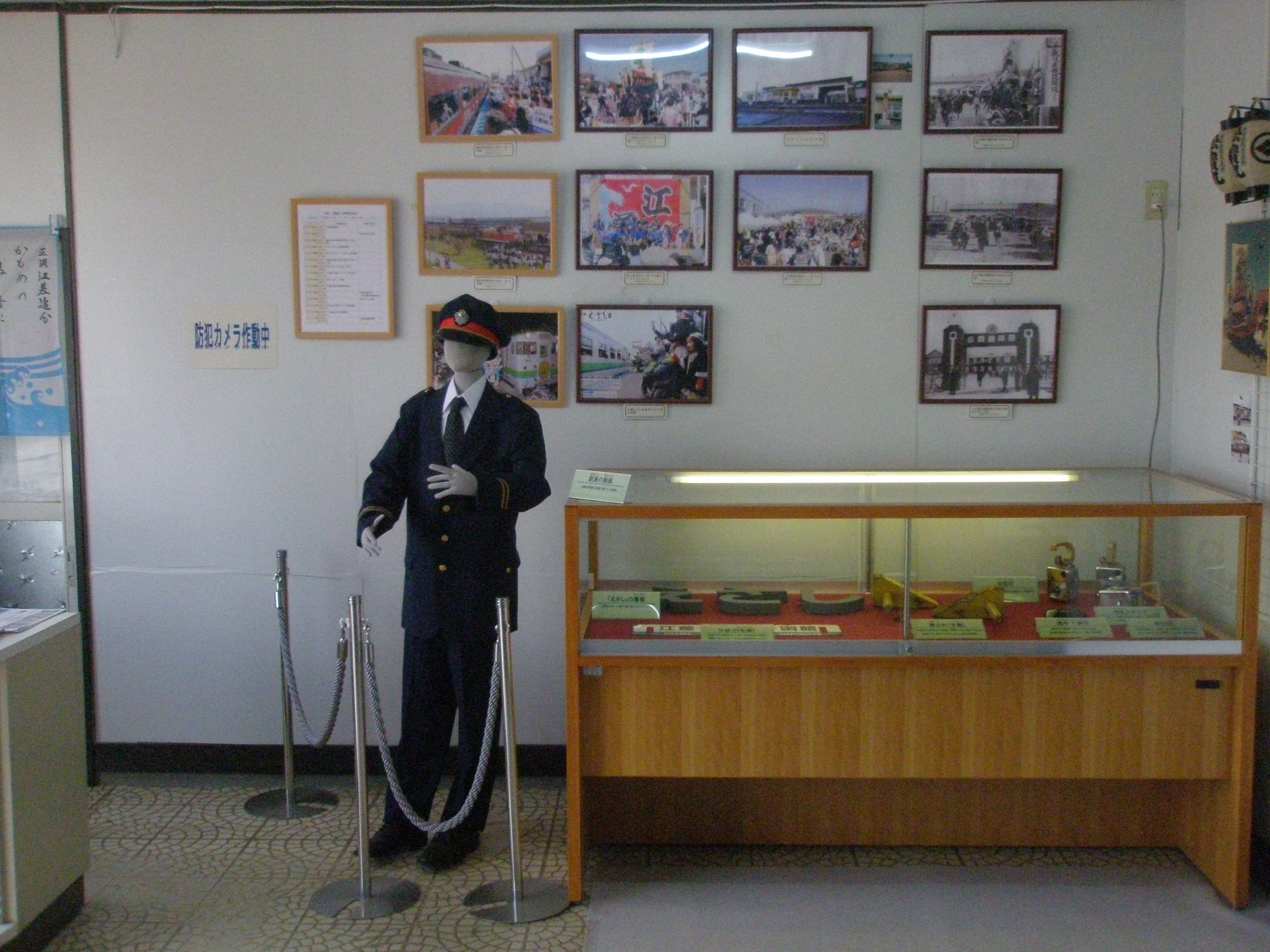
旧江差駅資料展示館・地域交流館の館内展示-1（2019年5月撮影）駅員の制服、江差線開通当時・江差駅開業当時・江差線ファイナルイベントの各種写真、駅の備品など
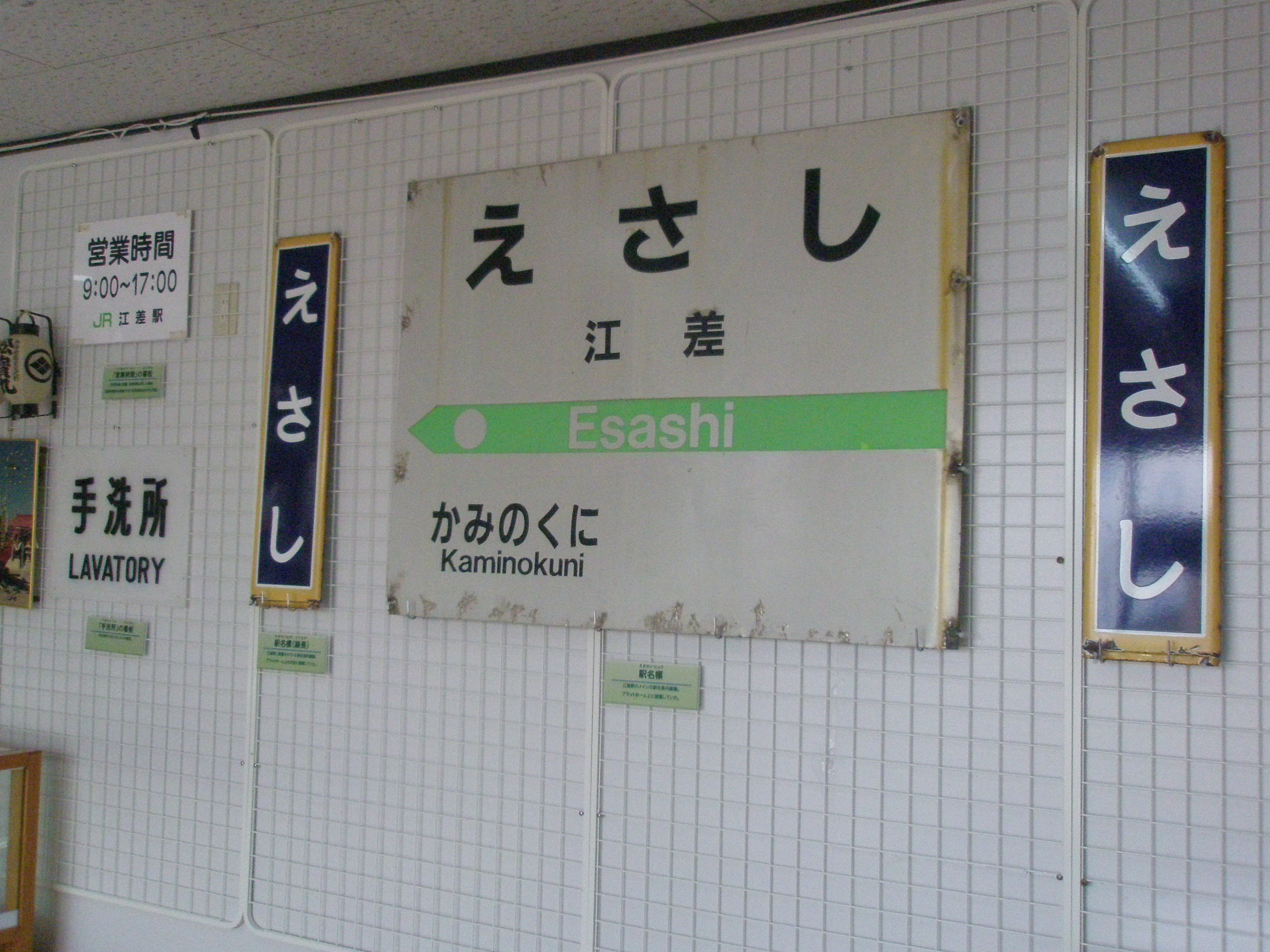
旧江差駅資料展示館・地域交流館の館内展示-2（2019年5月撮影）駅名標と各種表示板
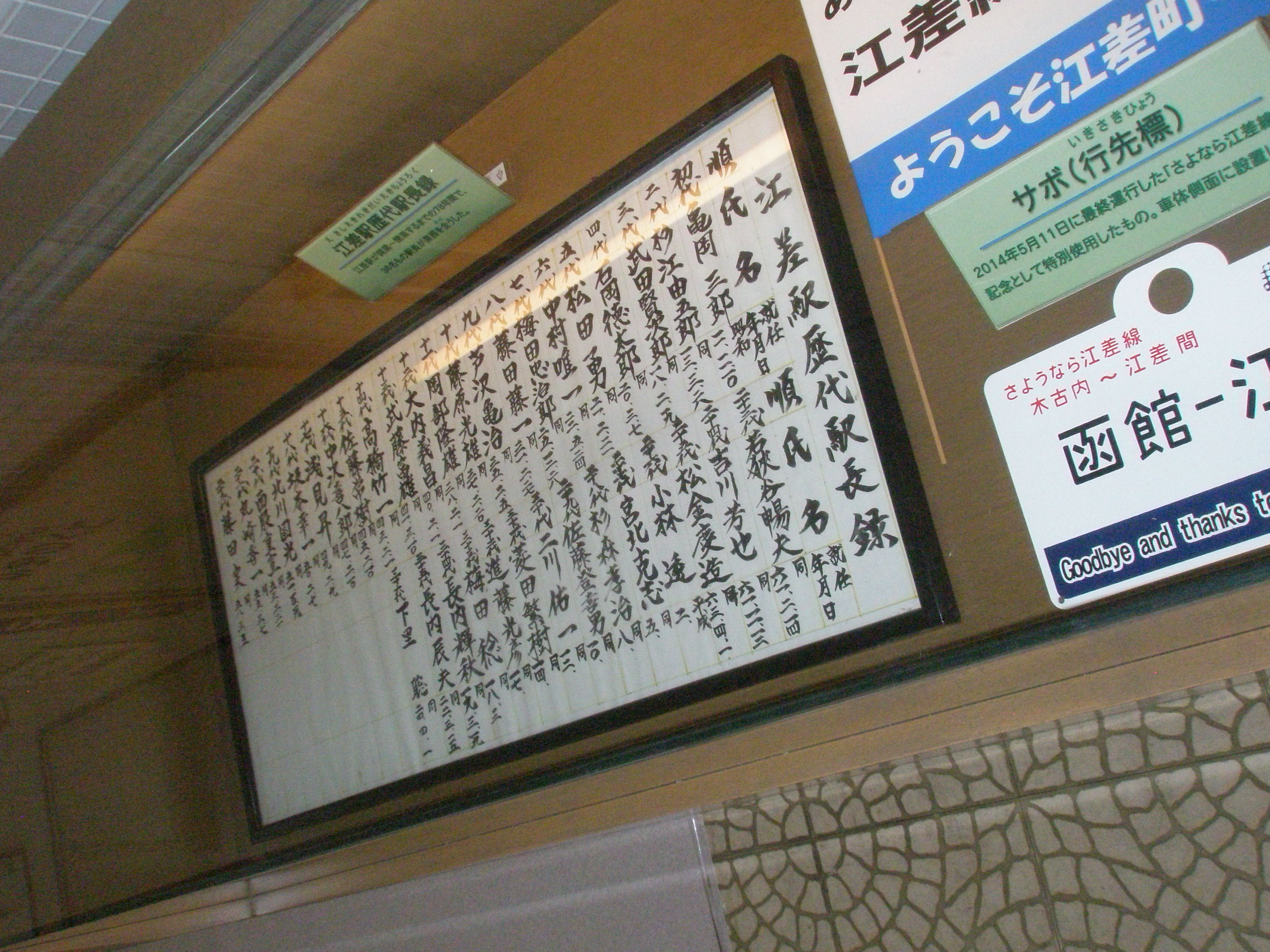
旧江差駅資料展示館・地域交流館の館内展示-3（2019年5月撮影）江差駅歴代駅長録

晩年の江差駅の駅弁として販売されていた「2段のり弁当」は江差町内のレストランで2015年（平成27年）現在も食べることができる。

## 隣の駅
北海道旅客鉄道（JR北海道）
江差線
上ノ国駅 - 江差駅